# Pelguranna

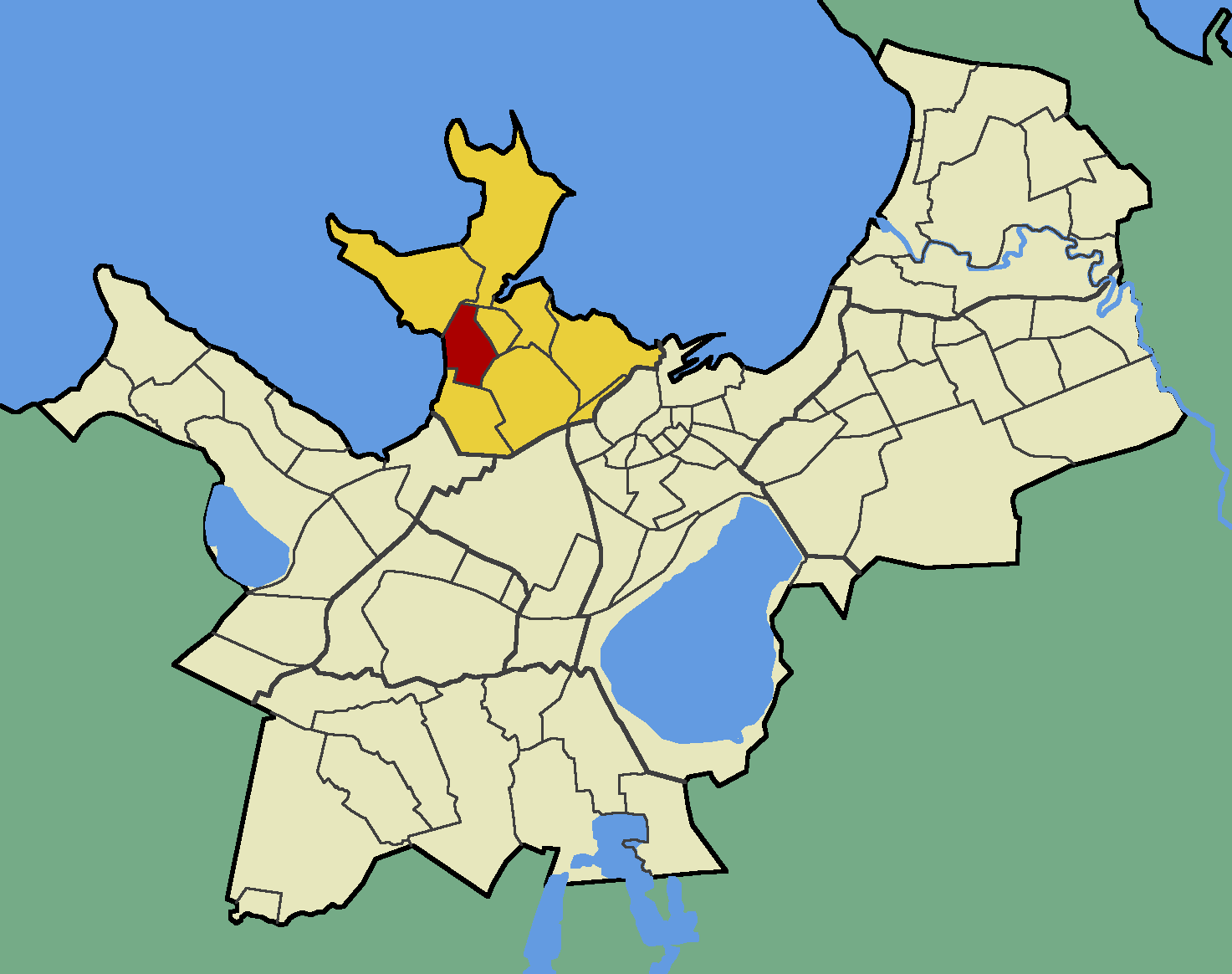
Der Bezirk Pelguranna (rot) im Tallinner Stadtteil Põhja-Tallinn (gelb)

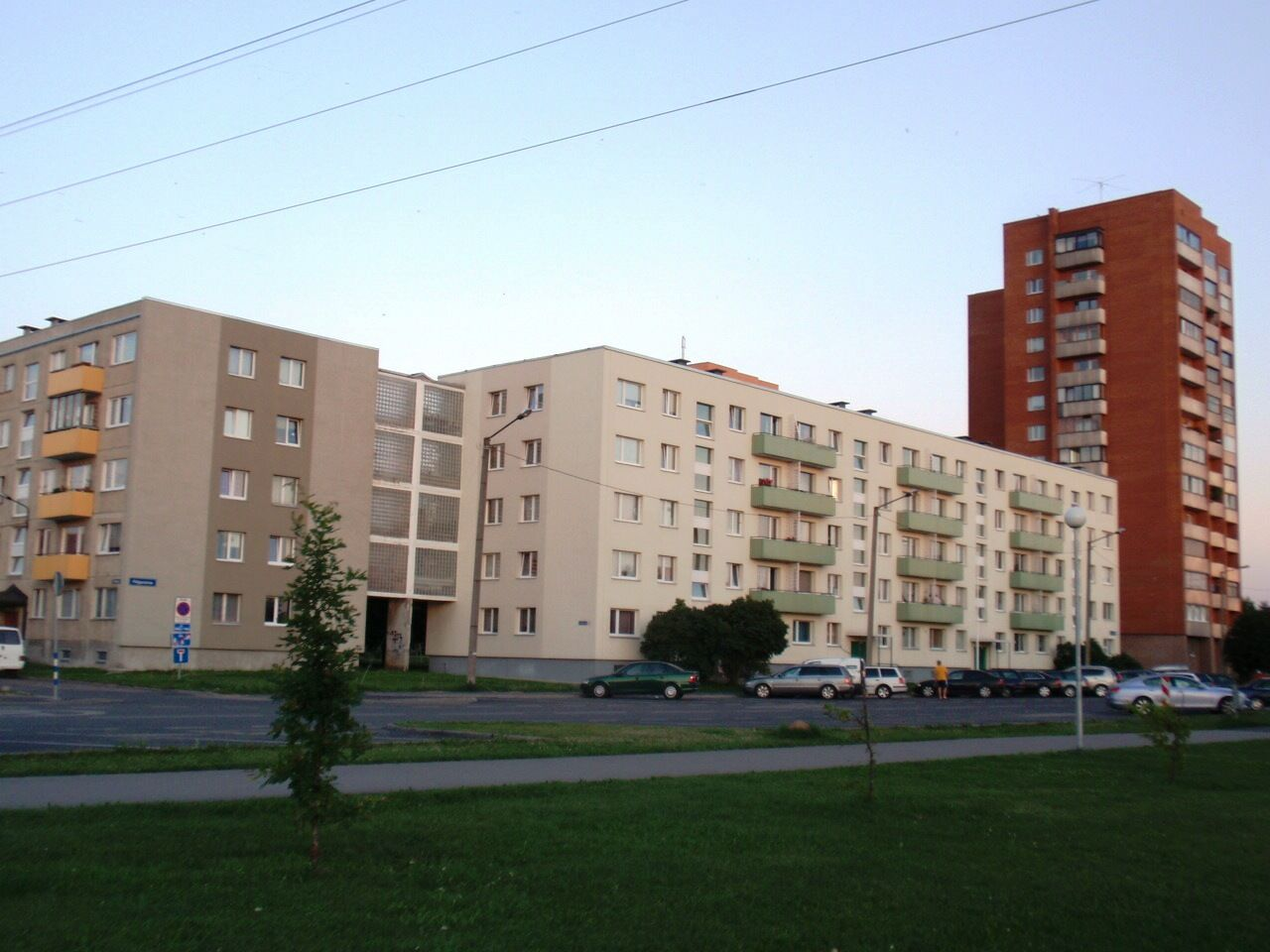
Apartmentgebäude an der Pelguranna

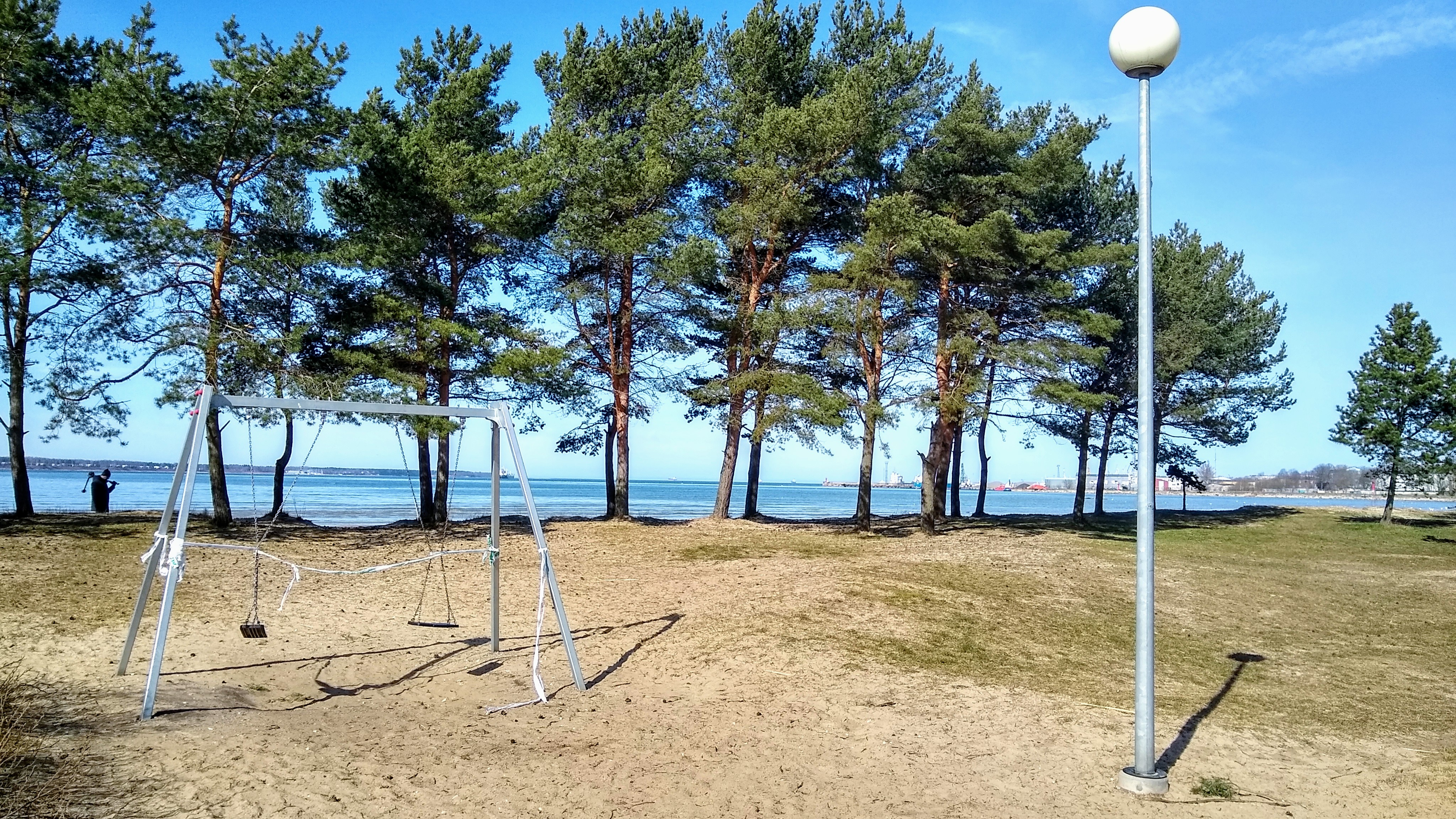
Badestrand Stroomi rand

Pelguranna (zu Deutsch Zufluchts-Strand) ist ein Bezirk (estnisch asum) der estnischen Hauptstadt Tallinn. Er liegt im Stadtteil Põhja-Tallinn („Nord-Tallinn“). Im Westen grenzt er an die Bucht von Kopli (Kopli laht).

## Beschreibung und Geschichte
Der Stadtbezirk hat 15.207 Einwohner (Stand 1. Mai 2010).
Im 18. Jahrhundert bestand die Gegend aus Wiesen und Weideland für die Tallinner Bevölkerung sowie größeren Waldstücken. Dort versteckten sich auch dubiose Personen und Kriminelle, woher der Name der Gegend rührt.
Mit dem Bau der Eisenbahnstrecke zwischen Tallinn und dem Ostseehafen Paldiski (1869/70) siedelten sich Industrieanlagen in Pelguranna an. Arbeiterwohnungen wurden errichtet. Vor allem die 1899 gegründete Baltische Baumwollfabrik (Balti Puuvilla Ketramise ja Kudumise Vabrik), eine der größten Textilfabriken der damaligen Zeit im Baltikum, zog zahlreiche Arbeiter in die Gegend.
Anfänglich entstanden einfache Häuser aus Holz. In der Zwischenkriegszeit kamen neuere, moderne Wohnanlagen der Wohnungskooperative Oma Kolde hinzu. Sie ließ zwischen 1923 und 1926 acht zweigeschossige Wohnanlagen in massiver Bauweise errichten. Die Architekten Herbert Johanson und Eugen Habermann orientierten sich dabei unter anderem am Vorbild Dresden-Hellerau.
Im Herbst 1923 wurde in Pelguranna das Kino Säde eingeweiht. Es war eines der führenden Stummfilmkinos der Stadt. Ab 1927 hieß das Lichtspielhaus Ilo, ab 1930 Lux, bevor es seinen Betrieb einstellte.
Anfang der 1930er Jahre entstand in Pelguranna das Gebetshaus der Siebenten-Tags-Adventisten. Das Gebäude wurde während der sowjetischen Besetzung Estlands durch die Rote Armee beschlagnahmt. Heute befindet sich darin das Kulturzentrum des Bezirks.
Die späteren Wohnhäuser des Stadtbezirks wurden vornehmlich ab den 1950er Jahren, während der sowjetischen Besetzung Estlands errichtet. Der größte Teil von ihnen entstand seit den 1960er Jahren in Plattenbauweise. Die meisten dieser Häuser sind fünfgeschossig. Daneben finden sich auch Hochhäuser mit neun oder vierzehn Stockwerken. Der Bezirk hat trotz allem seinen grünen Charakter bewahrt. Die Schule für Gehörlose mit anerkannter estnischer Gebärdensprache und Hörbehinderte ist dort zu sehen.
Zu Pelguranna gehört der unter der Tallinner Bevölkerung beliebte Sandstrand Stroomi rand am Ufer der Ostsee. Er wird von der russischsprachigen Bevölkerung Stromka genannt.